# Provincia Santa Cruz (Argentina)

Localizarea provinciei în Argentina

Provincia Santa Cruz (spaniolă Provincia del Santa Cruz) este una dintre provinciile Argentinei, localizată în partea sudică a țării, și are ieșire la Oceanul Atlantic. Capitala provinciei este orașul Río Gallegos. 

## Clima
Santa  Cruz este cea mai secetoasă regiune din Argentina, această provincie se află în întregime în provincia Patagonia, aflându-se în sudul acestei regiuni, Patagonia fiind cea mai aridă regiune din America de Sud. Aici precipitațiile anuale nu trec niciodată 300-350 mm, aceste valori maxime ale ploilor întâlnindu-se chiar și așa duar în nordul acestui teritoriu sterp. Santa Cruz fiind situată în sudul Patagoniei precipitațiile sunt și mai scăzute decât în nord, unde chiar și așa erau foarte scăzute, cantitatea anuală de ploaie netrecând de 150 mm. Date fiind aceste aspecte putem afirma deja că regiunea Santa Cruz este o regiune deșertică sau aproape deșertică. Temperaturile situându-se în timpul verii în jurul valorii de 15-20 grade C iar iarna între -20-0 grade C , fiind și perioade în care temperatura coboară sub -30 grade C.

## Vegetația
Deoarece precipitațiile în zonă sunt foarte reduse iar din cauza apropieri relative de Polul Sud, ceea ce înseamnă ca temperaturile sunt și destul de scăzute, păduriile în regiune sunt aproape total absente, exceptând mici bucățele de teren împădurit întâlnite foarte rar, dar totuși aceste zone existând. Aceste bucățele de teren ocupând în jur de 3-4% din suprafața regiunii, înseamna că mai tot teritoriul (96-97%) este caracterizat de o veșnică stepă foarte uscată, aproape total lipsită de copaci, foarte puțin roditoare.

## Agricultura
Datorită terenului semi-deșertic din zonă, agricultura nu poate fi practicată deloc numai prin ajutorul naturii.Singurele plante ce cresc în mod natural fiind mici tufișuri întâlnite pe alocuri, foarte rar întâlninduse copaci sau mici zone împădurite, copacii  supraviețuind destul de greu, fiind nevoiți să se adapteze la condițiile neprimitoare a regiunii în care se află. Micile sate sau orașe folosesc irigațiile pentru a a-și putea cultiva alimentele și plantele necesare populației.

## Populația
Conform recesământului din 2013, provincia avea o populașie de destul de mica în ciuda mărimii acestei regiuni, duar 350 de mii de locuitori, datorită condițiilor neplrielnice ale regiunii.

## Economia
Economia este slab spre foarte slab dezvoltată, neexistând resurse miniere sau forestiere însemnate, deci, din această cauză economia nu s-a putut dezvolta, neputând să se exploateze mare lucru.

## Sportul și celelalte activități de relaxare sau distracție
Se practică fotbalul, fiind construite numeroase terenuri de fotbal, tenisul de câmp și înotul. Dar și numeroase activități de relaxare sau culinare în incinta hotelurilor sau clădirilor special amenajate (centre SPA, restaurante etc.) Fiind construit în capitala regiunii, Rio Gallegos, și un cazino.